# Ачамгур
Ачамгур (абх. ачамгәыр) — абхазский аккомпанирующий щипковый народный музыкальный инструмент. 
Корпус ачамгура грушевидной формы, усечённый внизу, переходит в длинную узкую ручку, которая оканчивается головкой в виде завитка. Сверху корпус накрыт тонкой деревянной декой, на которой просверлено множество маленьких круглых звуковых отверстий. Корпус изготавливают из ольхи.
Струны на ачамгуре из конского волоса. Струны с одного конца закреплены на кожаном подгрифе. Они различны по длине и толщине. Настраивается ачамгур по самой короткой и тонкой струне. Строй инструмента различен и зависит от тональности и лада исполняемого произведения, которыми руководствуется сам исполнитель. Играют на ачамгуре сидя. Если впервые срезанные ноготки мальчика бросали в мужской инструмент — апхьарца, то, как сообщает абхазский этнограф Н. С. Джанашия, первые ногти девочки клали в ачамгур. Исполнителями на ачамгуре являются, как правило, женщины.
Инструмент этот многофункционального назначения, но в основном аккомпанирующий.

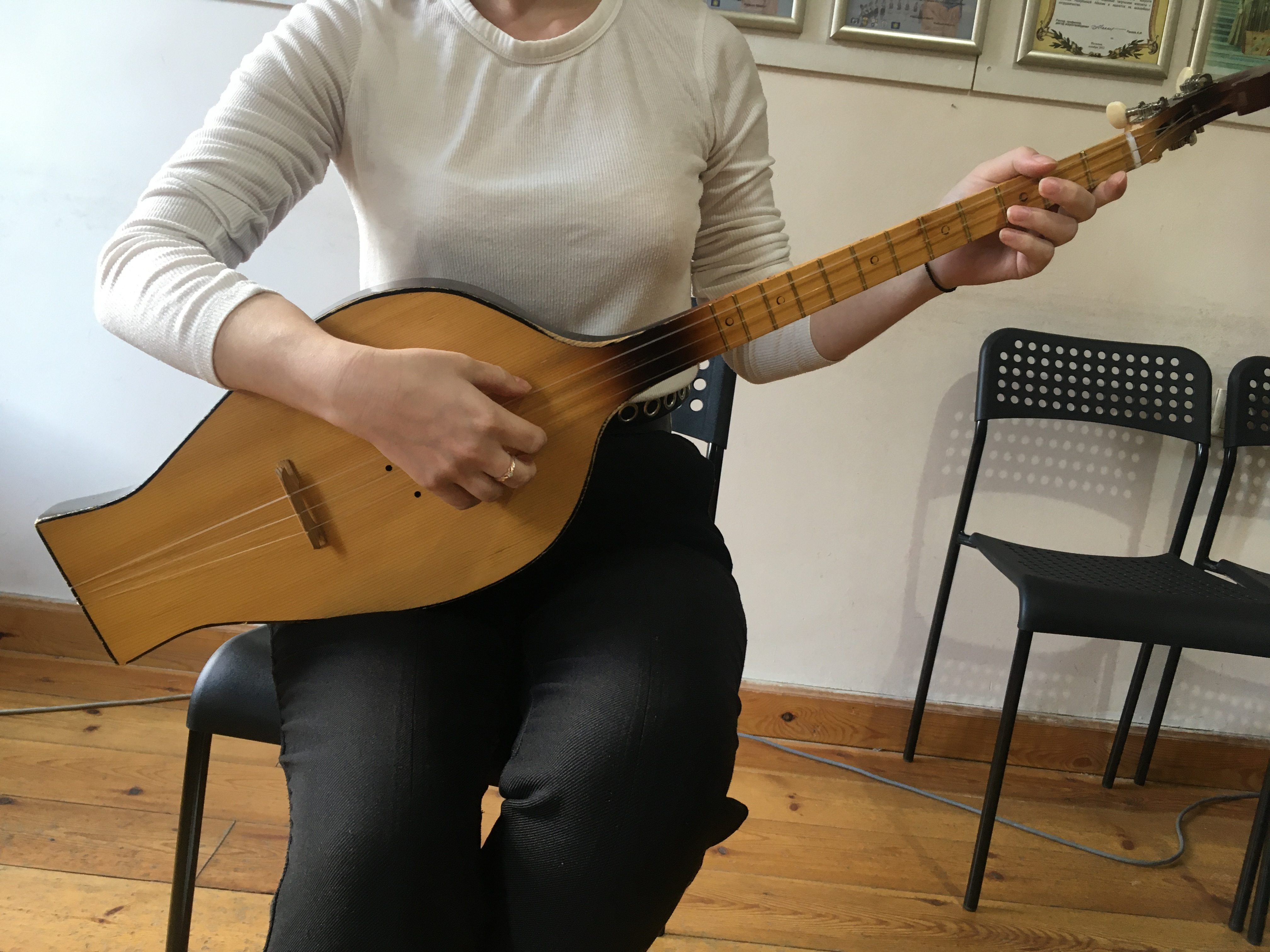
Исполнительница

Звук извлекается бряцанием.

## Обрядовая культура
Под аккомпанемент инструмента, в абхазской народной поэзии исполняются стихотворно-песенные диалоги между юношей и девушкой. В них язвительно высмеиваются внешний вид и внутренняя неприглядность парней и девушек, проводящих жизнь в праздности.
Инструмент использовали в абхазском свадебном обряде. С приводом невесты песни исполнялись без сопровождения и только с началом плясок включались народные инструменты: гармошка, барабан (адаул), апхьарца, трещотка (аинкьага), ачамгур и другие. Как правило, чаще всего в обряде инструменты использовались при исполнении историкогероических и шуточных песен, которые звучали на свадьбе.

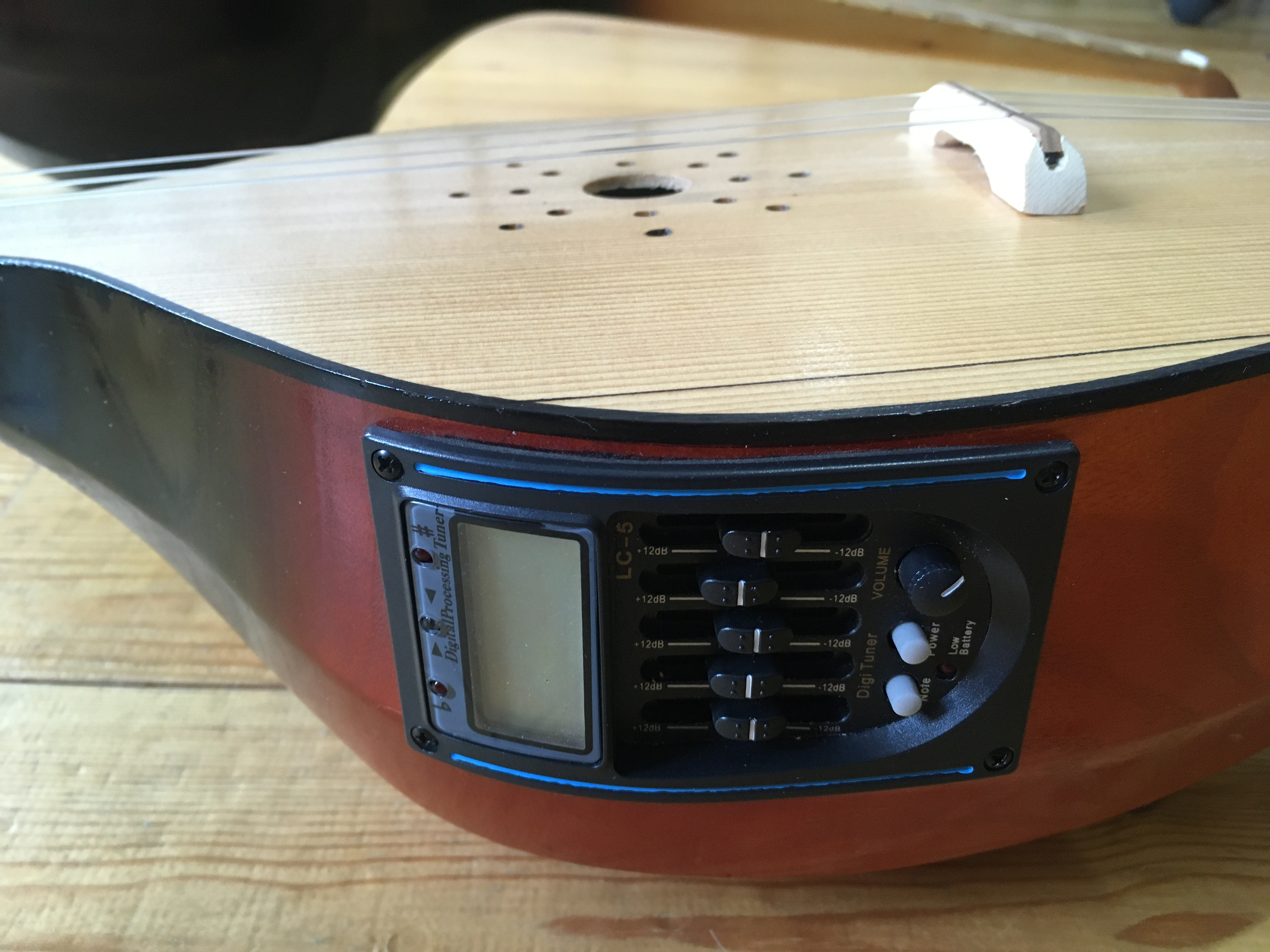

На инструменте играли во время обряда «вылавливания души утопшего», на поминках, в период коротания ночи у постели больного.

## Инструментальные коллективы
В современной Абхазии существует множество народных инструментальных ансамблей, которые исполняют композиции на ачамгуре. Используется в оркестрах народных инструментов, самый известный ансамбль «Гунда»

## Галерея

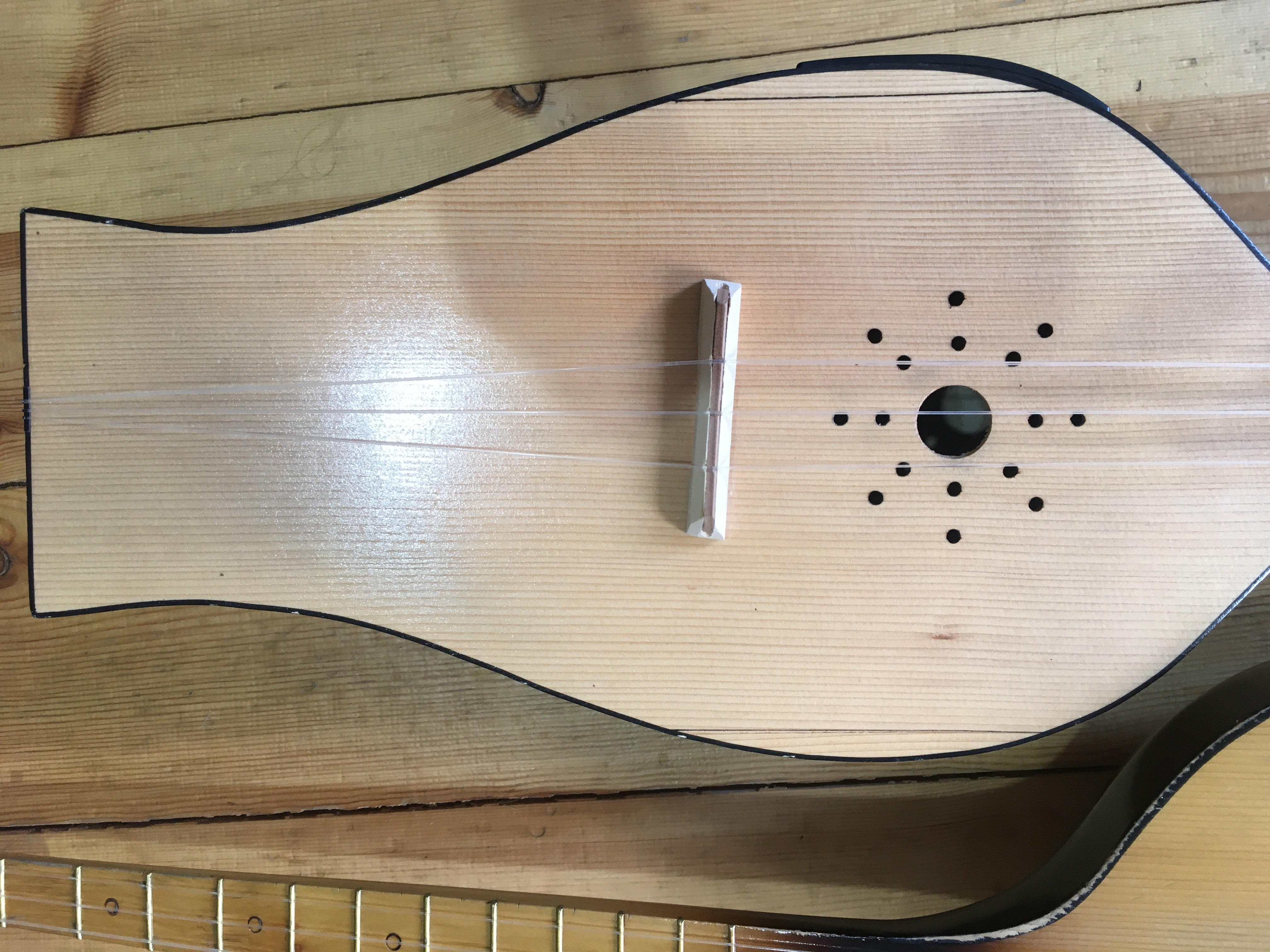
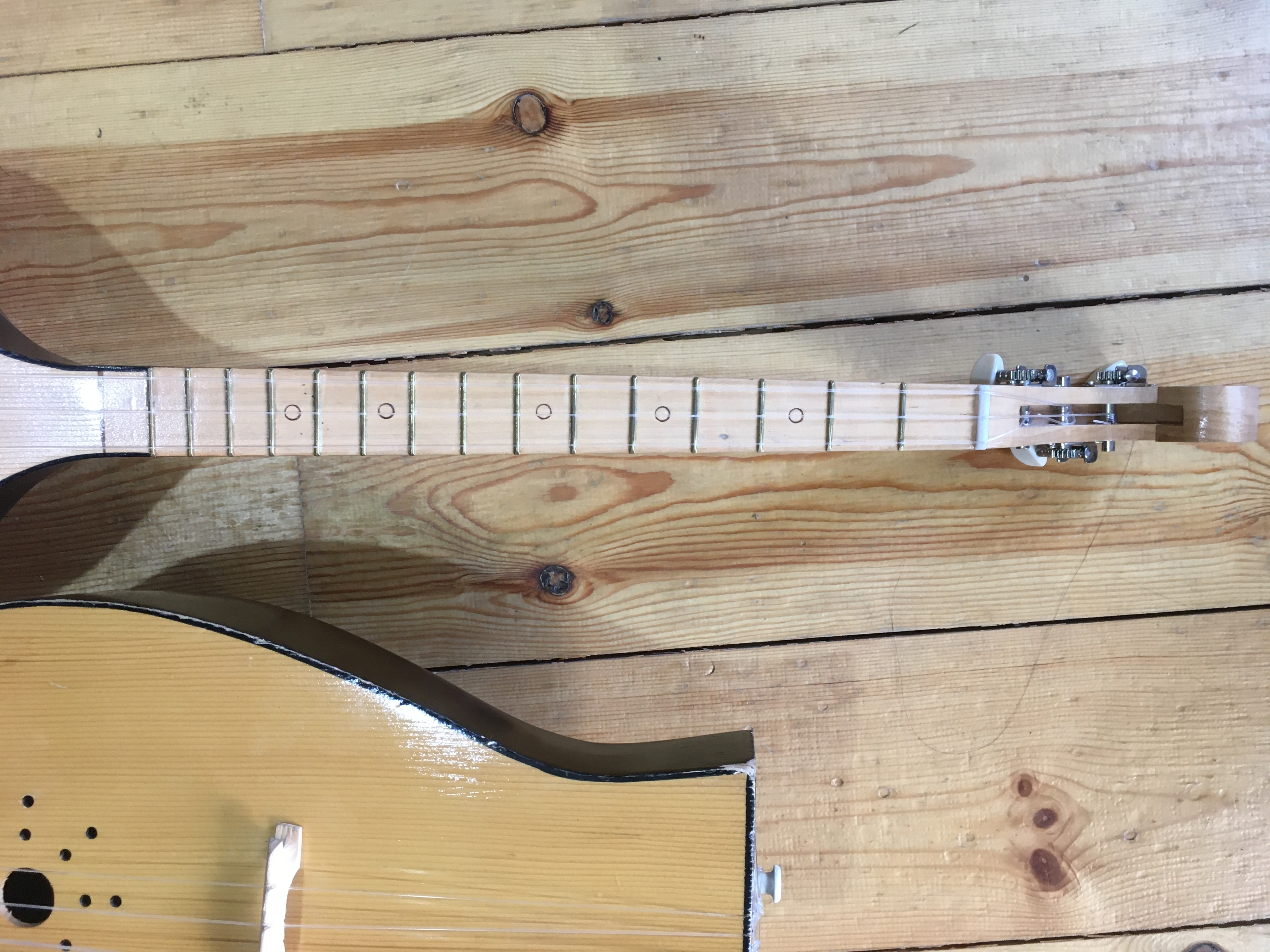
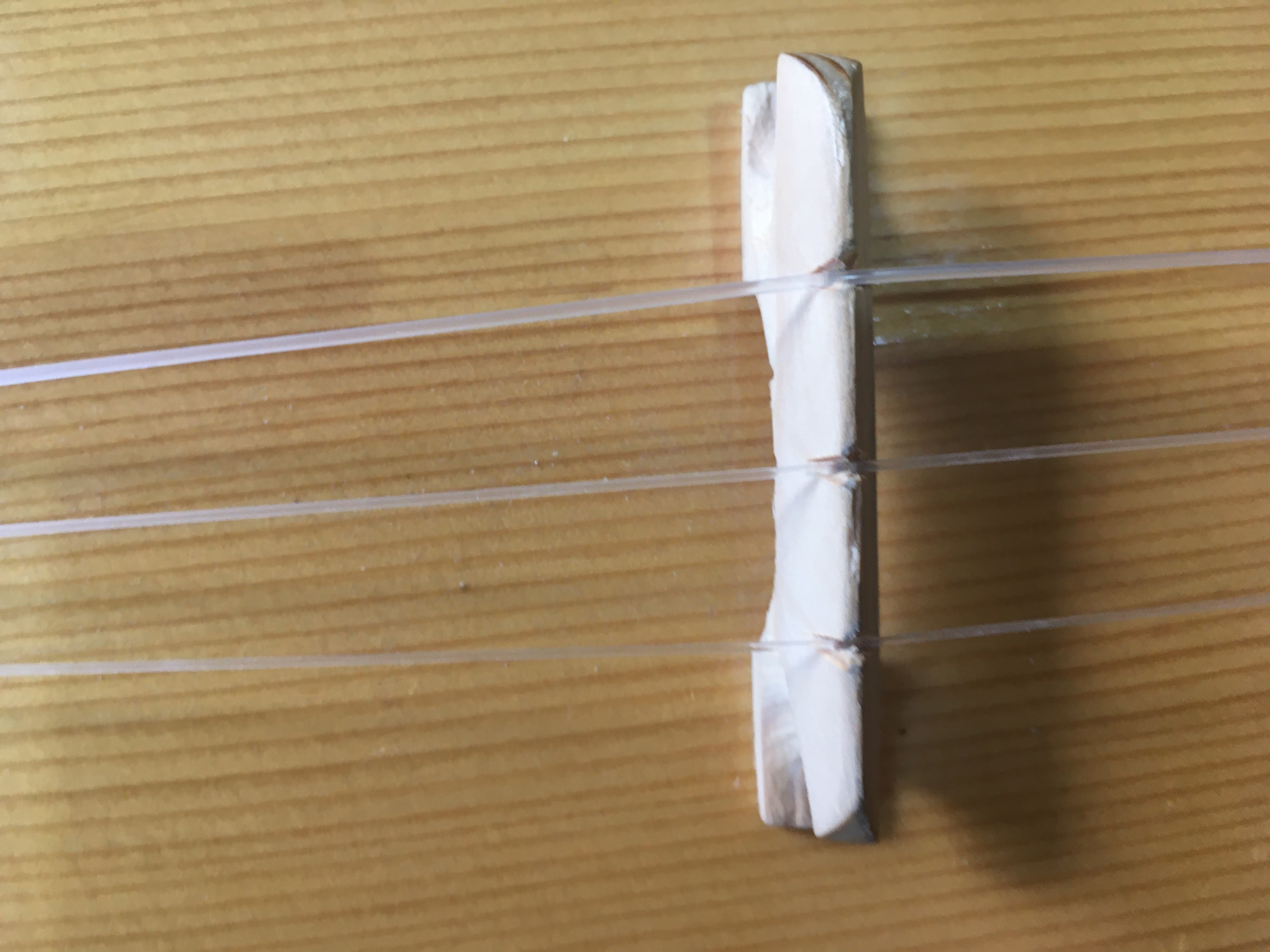
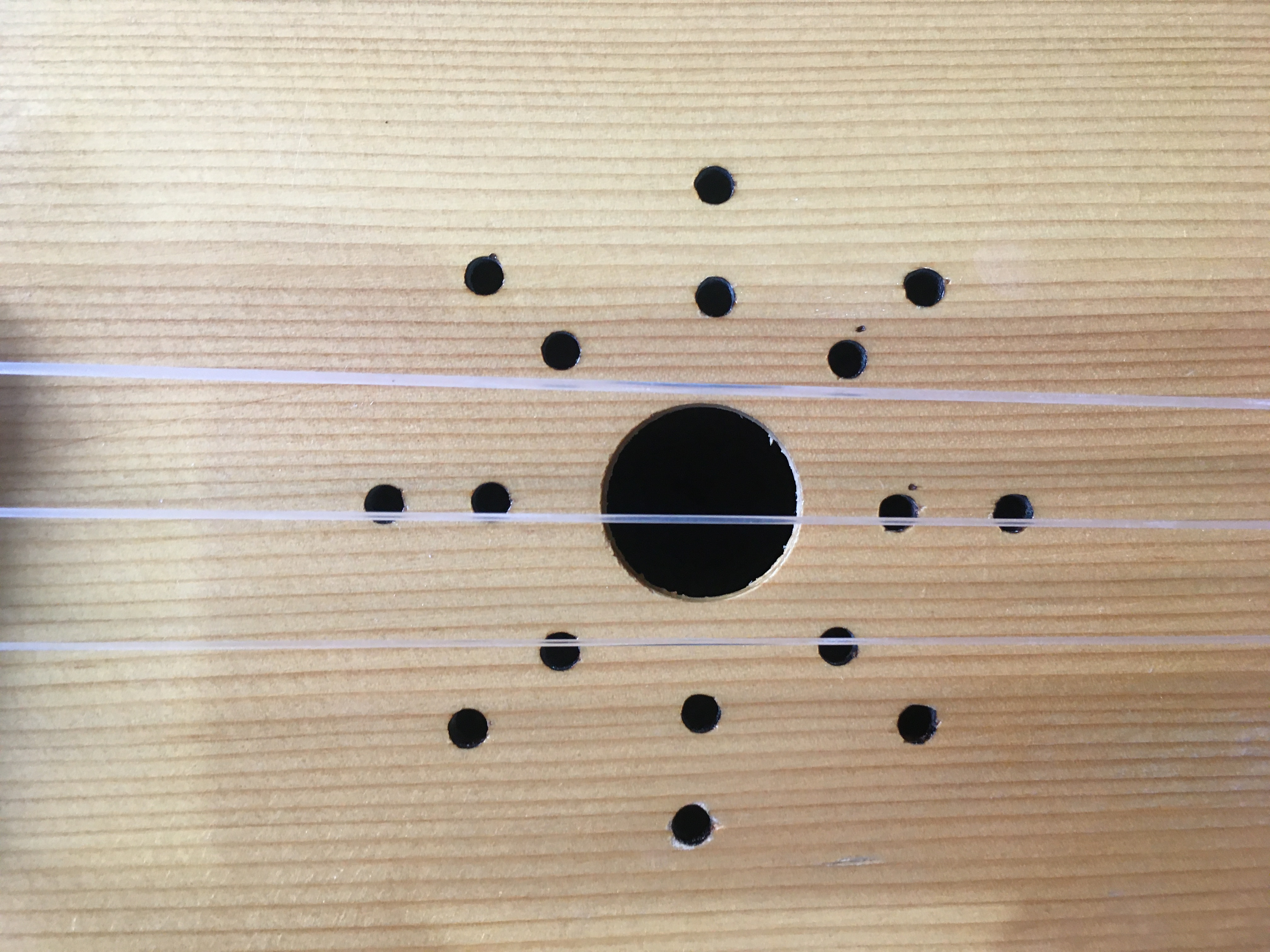
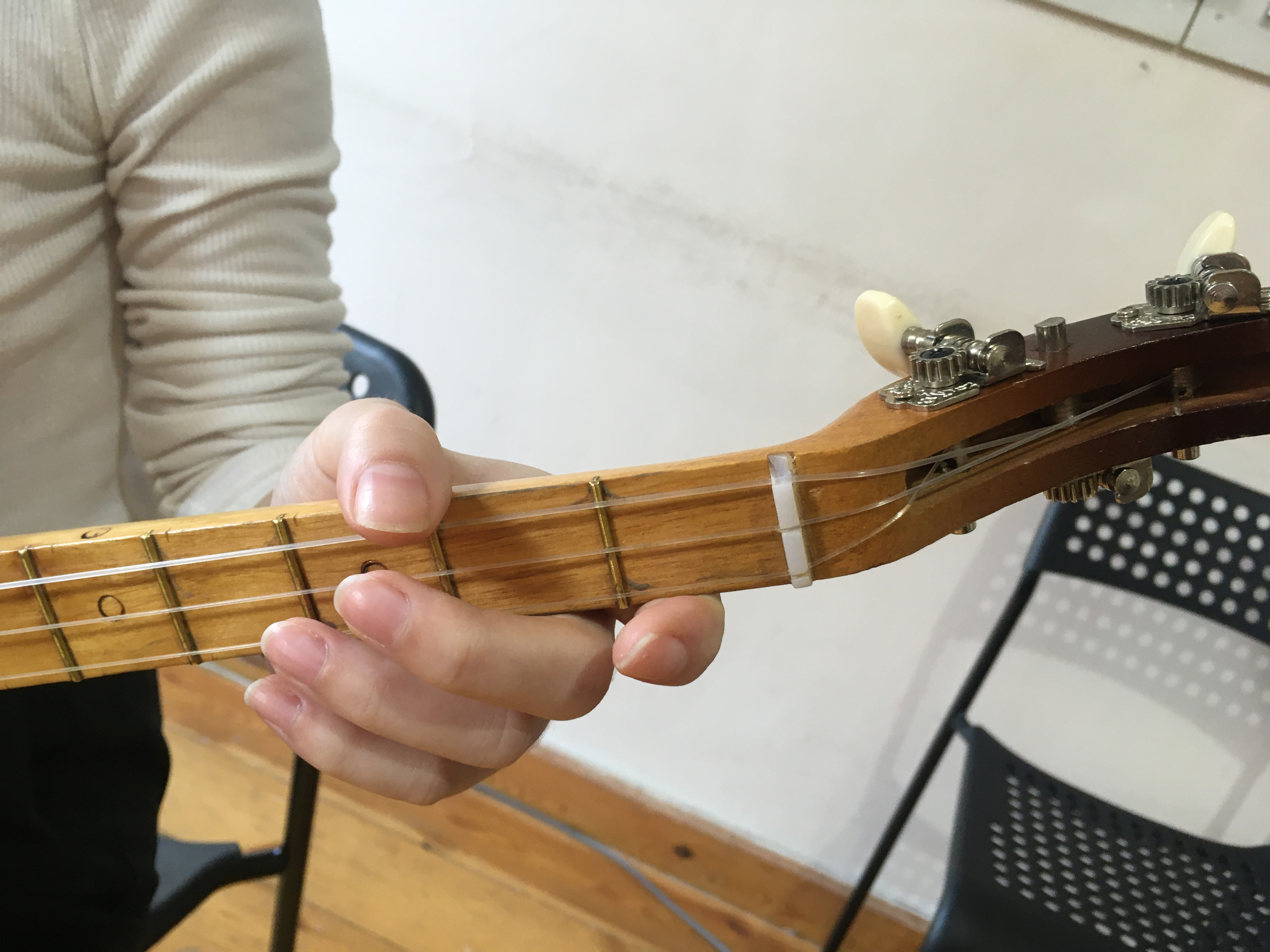
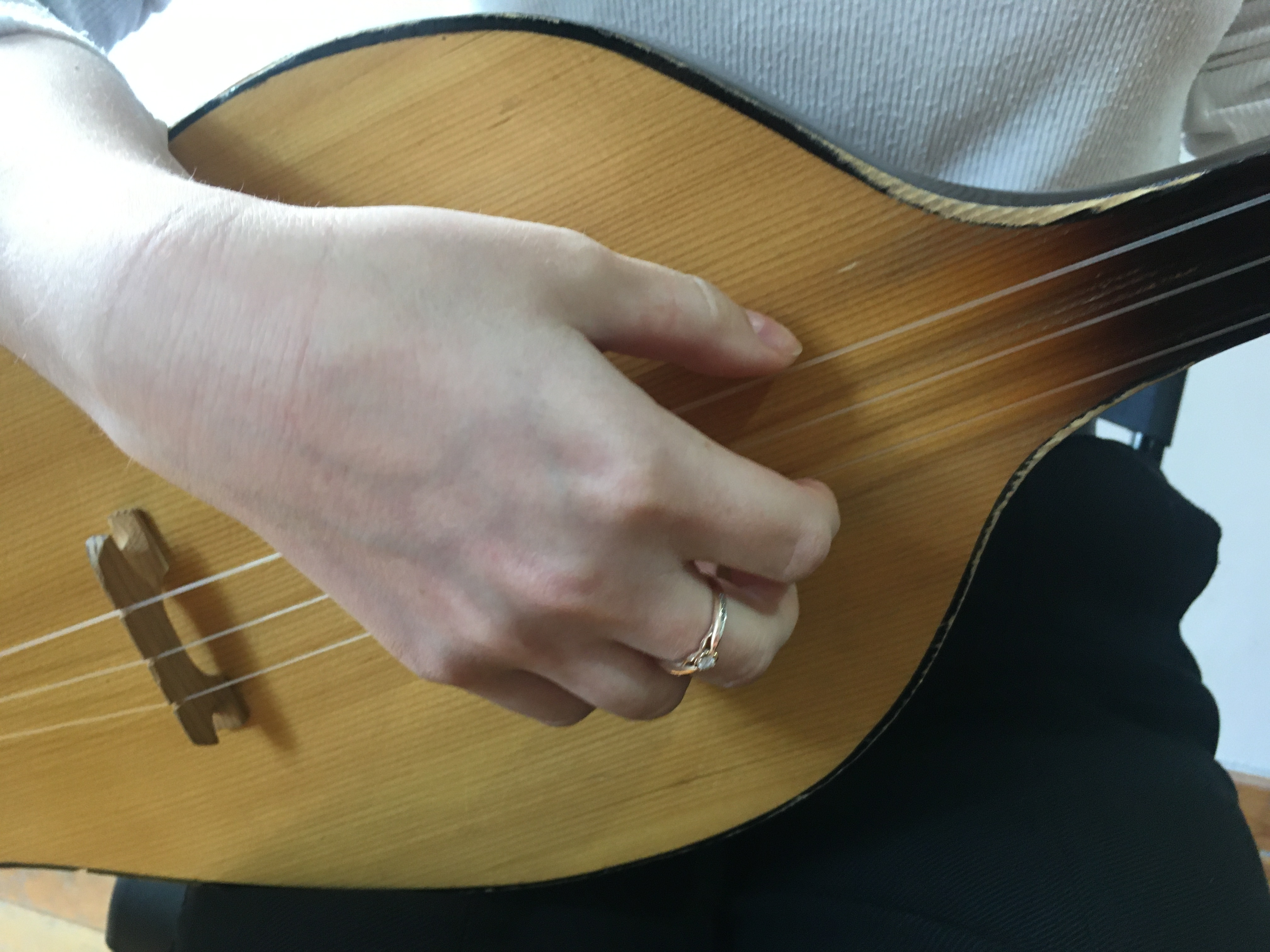